# 第3コマンドー旅団
第3コマンドー旅団（英語: 3 Commando Brigade）は、英国海軍の旅団のひとつ。即応展開に対応した水陸両用作戦歩兵部隊となっている。

## 来歴
本部隊は、第二次世界大戦中に編成されたブリティッシュ・コマンドスを起源としており、ノルマンディー上陸作戦では重要な役割を果たした。その後、1982年のフォークランド紛争でも上陸戦を実施したほか、北アイルランドやシエラレオネ、またボスニア・ヘルツェゴビナやコンゴ民主共和国、コソボでの国際平和活動にも従事した。その後、イラク、アフガニスタンにも展開している。

## 編制
旅団長としては准将（上級大佐）が補職される。3個コマンドー（各700名）を基幹として、総兵力5,200名とされており、1,800名までの先遣隊（Lead Commando Group）の即応展開に対応できる。他軍種からの配属部隊も含めて、旅団の編制は下記の通りとなっている。
- 旅団司令部
- 第40コマンドー (40 Commando)
- 第42コマンドー (42 Commando)
- 第45コマンドー (45 Commando)
- 第29コマンドー連隊：王立砲兵 (Royal Artillery) からの配属部隊
- 第24コマンドー連隊：王立工兵 (Royal Engineers) からの配属部隊
- 第30コマンドー（情報活用グループ）
- 第43コマンドー（艦隊防護グループ）
- 第539強襲大隊 (539 Assault Squadron RM)
- コマンドー後方支援連隊 (Commando Logistic Regiment)